# Барцана
Барцана (итал. Barzana) је насеље у Италији у округу Бергамо, региону Ломбардија.
Према процени из 2011. у насељу је живело 1684 становника. Насеље се налази на надморској висини од 292 м.

## Становништво
| 1931. | 1936. | 1951. | 1961. | 1971. | 1981. | 1991. | 2001. | 2011. |
| ----- | ----- | ----- | ----- | ----- | ----- | ----- | ----- | ----- |
| 620   | 643   | 624   | 717   | 908   | 975   | 1.066 | 1.562 | 1.790 |